# 柯克伍德 (密蘇里州)
柯克伍德（Kirkwood, Missouri）是美國密蘇里州聖路易縣的一個城市。2006年人口 26,936人。
始於1853年，是密西西比河以西第一個有規劃的郊區。

## 外部連結
- KirkwoodMO.org （页面存档备份，存于）
- Kirkwood.mo.us
- Kirkwood Historical Society （页面存档备份，存于）
- Kirkwood Chamber （页面存档备份，存于）
- (http://www.kirkwoodschools.org （页面存档备份，存于）)